# Гутенцелль-Гюрбель
Гутенцелль-Гюрбель (нім. Gutenzell-Hürbel) — громада в Німеччині, знаходиться в землі Баден-Вюртемберг. Підпорядковується адміністративному округу Тюбінген. Входить до складу району Біберах.
Площа — 37,86 км2. Населення становить 1880 ос. (станом на 31 грудня 2020).